# Ryū Kawakami
Ryū Kawakami (jap. 川上 竜, Kawakami Ryū; * 25. Oktober 1994 in der Präfektur Fukuoka) ist ein japanischer Fußballspieler.

## Karriere
Ryū Kawakami erlernte das Fußballspielen in der Jugendmannschaft des Fukuoka Iki FC und Avispa Fukuoka sowie in der Universitätsmannschaft der Universität Fukuoka. Seinen ersten Vertrag unterschrieb er 2017 beim Fukushima United FC. Der Verein aus Fukushima, einer Großstadt in der gleichnamigen Präfektur Fukushima im Nordosten der Hauptinsel Honshū, spielte in der dritthöchsten Liga des Landes, der J3 League. 2018 wechselte er zum Ligakonkurrenten Giravanz Kitakyūshū nach Kitakyūshū. 2019 wurde er mit dem Klub Meister der dritten Liga und stieg in die zweite Liga auf. Nach insgesamt 76 Zweit- und Drittligaspielen wechselte er im Januar 2021 zum Ligakonkurrenten SC Sagamihara. Mit dem Verein aus Sagamihara belegte man am Saisonende 2021 den 19. Tabellenplatz und stieg in die dritte Liga ab. Nach insgesamt 67 Ligaspielen unterschrieb er zu Beginn der Saison 2023 in Gifu einen Vertrag beim Drittligisten FC Gifu.

## Erfolge
Giravanz Kitakyūshū
- Japanischer Drittligameister: 2019  ▲